# Wandering
Wandering är en ort i Australien. Den ligger i kommunen Wandering och delstaten Western Australia, omkring 110 kilometer sydost om delstatshuvudstaden Perth. Antalet invånare är 355.
Trakten runt Wandering är nära nog obefolkad, med mindre än två invånare per kvadratkilometer.. Närmaste större samhälle är Crossman, omkring 13 kilometer sydväst om Wandering. 
Trakten runt Wandering består till största delen av jordbruksmark. Genomsnittlig årsnederbörd är 757 millimeter. Den regnigaste månaden är september, med i genomsnitt 139 mm nederbörd, och den torraste är februari, med 9 mm nederbörd.